# 550 (číslo)
Pět set padesát je přirozené číslo. Následuje po čísle pět set čtyřicet devět a předchází číslu pět set padesát jedna. Římskými číslicemi se zapisuje DL a řeckými číslicemi φν.

## Matematika
550 je:
- Abundantní číslo
- Složené číslo
- Nešťastné číslo

## Astronomie
- (550) Senta je planetka hlavního pásu, kterou objevil v roce 1904 Max Wolf

## Roky
- 550
- 550 př. n. l.